# سحنة بلورية
السحنة البلورية (Crystal habit) في علم المعادن هي خصائص الشكل الخارجي للبلورة المنفردة أو لمجموعة من البلورات. تعد السحنة البلورية إحدى الخصائص للتعرف على المعادن. على سبيل المثال، فإن المعادن المستعملة في عزل الأسبستوس لها سحنة أو هيئة ليفيّة مميّزة.
عادةً ما تكون المعادن ذات سحنات بلورية غير مثالية، إذ أن نموّها داخل شقوق حيث تكون مطوّقة من كل جانب يؤدي إلى حدوث تشوهات في شكلها الطبيعي.
عندما تكون أوجه البلورة مكتملة تدعى حينها كاملة الأوجه euhedral أما في حال عدم اكتمال أحدها فتدعى غير كاملة الأوجه anhedral.

## قائمة بأنواع السحنة البلورية
| السحنة البلورية                     | الصورة | الوصف                                                                                                  | أمثلة                                                           |
| ----------------------------------- | ------ | --- | --------------------------------------------------------------- |
| إبريّة Acicular                      |        | تشبه الإبرة، رفيعة و/أو مدببة                                                                          | ناتروليت، روتيل                                                 |
| لوزيّة Amygdule                      |        | لها شكل اللوز                                                                                          | هيولانديت، زركون                                                |
| نصليّة Bladed                        |        | تشبه نصل السيف ، رفيعة ومسطّحة ذات طرف مقوس، مثل نصل سكين الزبدة                                        | أكتينوليت، كيانيت                                               |
| عنقوديّة Botryoidal - globular       |        | شبيهة بحبّات عنقود العنب، وهي عبارة عن كتل صغيرة ومستديرة نصف كرويّة                                     | هيماتيت، بيريت، مالاكيت، سميثسونيت، هيميمورفيت، أداميت، فاريسيت |
| عماديّة Columnar                     |        | شبيهة بالليفية: موشورات طويلة ورفيعة، عناقيد من الأعمدة أو القضبان، متوازية في العادة، وقد نكون متشعّبة | كالسيت، جص/سيلينيت                                              |
| عرفيّة Coxcomb                       |        | شبيهة بعرف الديك، بلورات صفائحيّة أو قشريّة مجمّعة بشكل متراص.                                            | باريت، ماركاسيت                                                 |
| مكعّبة Cubic                         |        | لها شكل المكعّب                                                                                         | بيريت، غالينا، هاليت                                            |
| شجريّة Dendritic - arborescent       |        | شبيهة بالشجر، متفرّعة باتّجاه واحد أو أكثر من نقطة مركزيّة                                                | بيرولوسيت، مغنيسيت                                              |
| اثنا عشريّة Dodecahedral             |        | لها 12 وجه مثل اثنا عشري السطوح المعيني                                                                | غارنيت                                                          |
| فجويّة Drusy - encrustation          |        | طبقة رقيقة من البلورات المنتصبة تغلف سطحاً صخرياً مثل وبر السجادة                                        | أوفاروفيت، مالاكيت، أزوريت                                      |
| مرآتيّة Enantiomorphic               |        | لها هيئة صورة المرآة                                                                                   | كوارتز، بلاغيوكلاس، ستاوروليت                                   |
| متساويّة Equant - stout              |        | ذات أبعاد متساوية                                                                                      | أوليفين، غارنيت                                                 |
| ليفيّة Fibrous                       |        | بلورات رفيعة ليفيّة الشكل، يمكن أن تتجه في أي اتجاه، لكن قد تكون على شكل رزم متوازية أو متشعبة          | صخور السربنتين، تريموليت، أسبست                                 |
| شعيريّة Filiform - capillary         |        | قضبان رفيعة مثل الشعر، شبيهة بالإبريّة، لكنها أرفع.                                                     | زيوليت                                                          |
| ورقيّة Foliated - micaceous lamellar |        | على شكل أوراق رفيعة، بنيّة مطبّقة تنفصل إلى صفائح رقيقة                                                  | الميكا : مسكوفيت، بيوتيت)                                       |
| حبيبيّة Granular                     |        | تكتلّات من بلورات غير مكتملة ضمن شبكة                                                                   | بورنيت، شيليت                                                   |
| نصف شكليّة Hemimorphic               |        | بلورات ذات شكلين مختلفتين مترافقين                                                                     | هيميمورفيت، إلباييت                                             |
| سداسيّة Hexagonal                    |        | سداسية الأضلاع                                                                                         | كوارتز، هانكسيت                                                 |
| ثديّة Mammillary                     |        | عناقيد من كتل مستديرة كبيرة، تشبه الثدي، أكبر من العنقودية لكنها أصغر من الكلويّة                       | مالاكيت، هيماتيت                                                |
| كتليّة Massive - compact             |        | ليس لها أي سحنة مميزة واضحة                                                                            | ليمونيت، فيروز، زنجفر، رهج الغار                                |
| عقديّة Nodular - tuberose            |        | تنمو في كتل أو عقد مستديرة                                                                             | عقيق أبيض                                                       |
| ثمانيّة Octahedral                   |        | لها شكل ثماني السطوح                                                                                   | ألماس، ماغنيتيت                                                 |
| ريشيّة Plumose                       |        | ناعمة لها أبعاد الريش                                                                                  | أوريكالسيت، بولانغيريت، موتراميت                                |
| موشوريّة Prismatic                   |        | لها شكل موشوري متطاول                                                                                  | تورمالين، بيريل                                                 |
| سداسية زائفة Pseudo-hexagonal       |        | لها شكل السداسية، وذلك نتيجة التوأمة الدورانيّة                                                         | أراغونيت، كريسوبيريل                                            |
| شعاعيّة Radiating - divergent        |        | متجهة إلى الخارج من نقطة مركزيّة مثل شفرات المروحة                                                      | ويفيليت                                                         |
| كلويّة Reniform - colloform          |        | لها شكل الكلية وذلك بتجمّعات متداخلة                                                                    | هيماتيت، بيرولوسيت، غرينوكيت                                    |
| شبكيّة Reticulated                   |        | شبكة متقاطعة أو شعرية من البلورات                                                                      | سيروسيت                                                         |
| ورديّة Rosette                       |        | تجمّعات لها بتلات شبيهة بالورود                                                                         | جص، باريت، زهرة الصحراء                                         |
| وتديّة Sphenoid                      |        | لها شكل الوتد (الإسفين)                                                                                | تيتانيت                                                         |
| هابطيّة Stalactitic                  |        | لها شكل الهوابط أو الصواعد، أسطوانيّة الشكل أو مخروطيّة                                                  | كالسيت، غوتيت                                                   |
| نجميّة Stellate                      |        | لها شكل النجم، عنقود من بلورات نحيلة طويلة متشعّبة نجمية الشكل                                          | بيرفيليت، أراغونيت                                              |
| محزّزة Striated                      |        | مجموعة من الخطوط تتشكل على سطح بلورات محددة                                                            | تورمالين، بيريت، كوارتز، فلدسبار، سفاليريت                      |
| لوحيّة tabular                       |        | صفائح متطاولة مستوية                                                                                   | فلدسبار، توباز                                                  |
| صفيحيّة Platy                        |        | مستويّة، شبيهة باللوحيّة،                                                                                | فولفينيت                                                        |
| رباعيّة Tetrahedral                  |        | بلورات ذات بنية رباعية الأسطح                                                                          | تيتراهيدريت، إسبينل، ماغنيتيت                                   |